# Falk Plücker

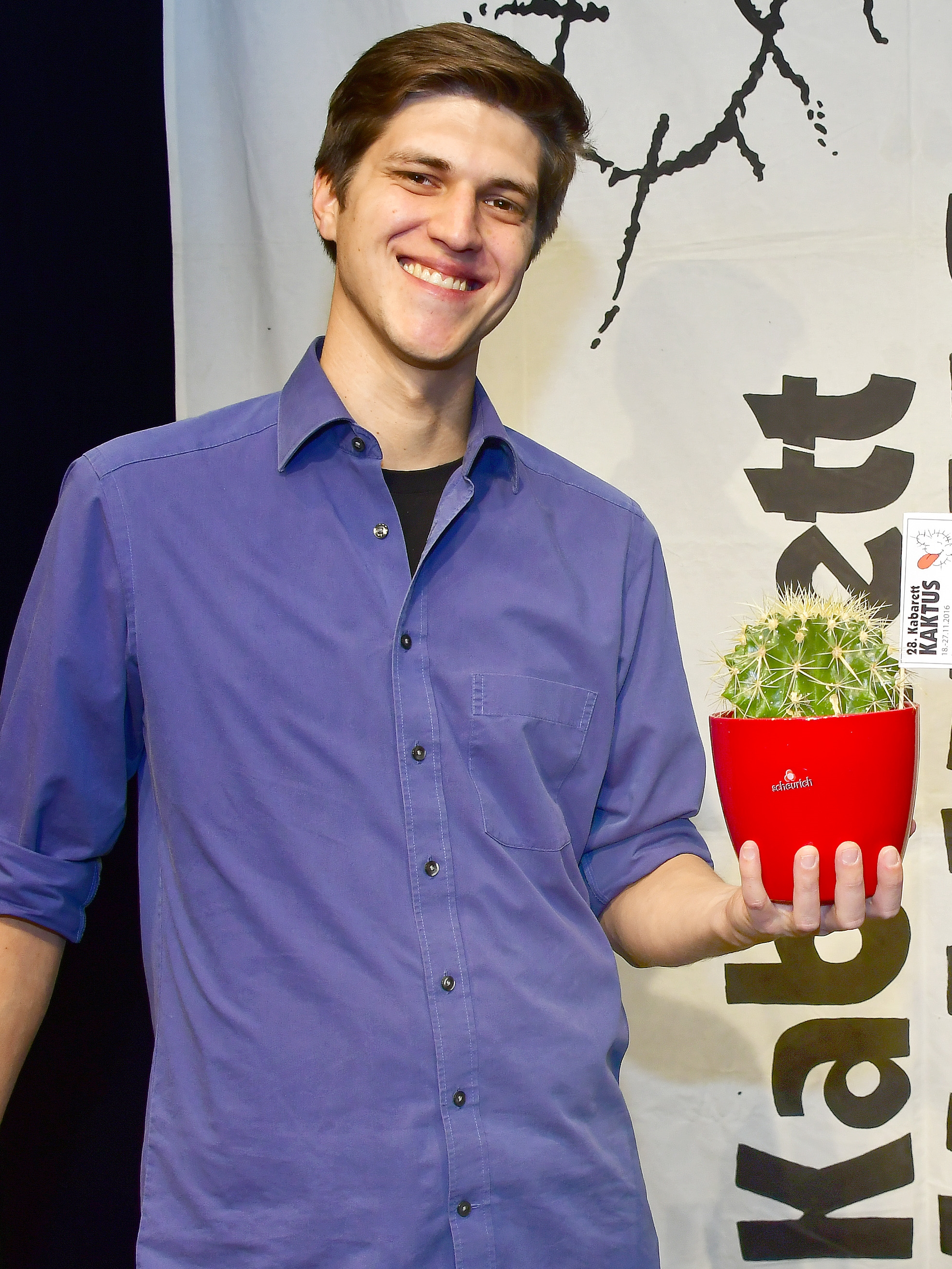
Falk Plücker beim Kabarett Kaktus (2016)

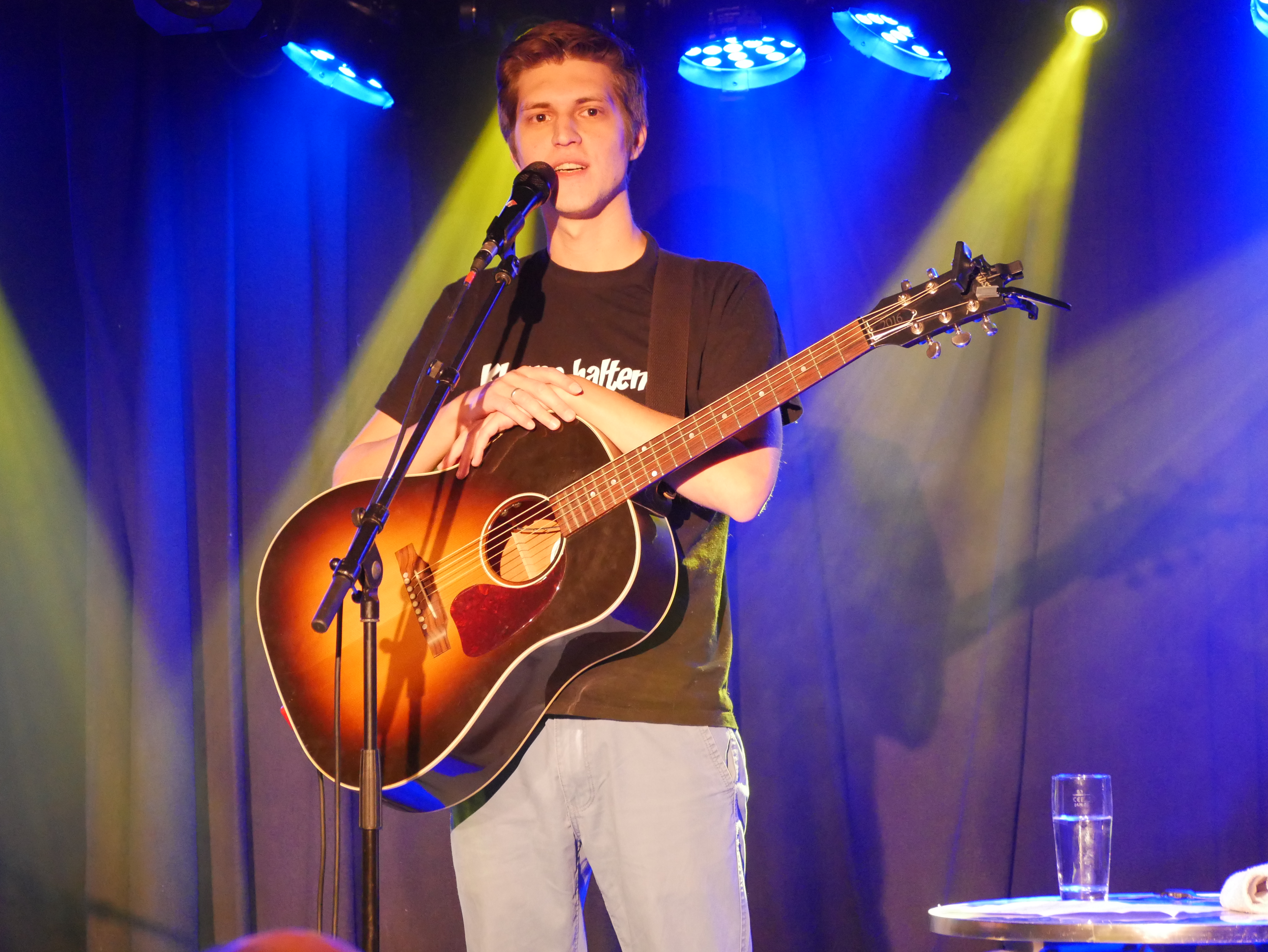
Falk Plücker beim Konzert in Wuppertal (2019)

Falk Plücker (* 25. Dezember 1985 in Wuppertal; Künstlername FALK) ist ein deutscher Liedermacher und Kabarettist.

## Leben
Falk Plücker wurde in Wuppertal-Barmen geboren und lebt seit 2011 in Berlin. Nach seinem Abitur absolvierte er 2010 seinen Bachelor of Arts in Geschichte und Philosophie an der Bergischen Universität Wuppertal. Nebenbei arbeitete er als Freier Mitarbeiter für die Westdeutsche Zeitung. Anschließend machte er seinen Master of Arts in Geschichtswissenschaften an der Humboldt-Universität zu Berlin. Direkt nach dem Abschluss im Jahr 2015 unterzeichnete er einen Plattenvertrag bei Ahuga – Das Liedermacherlabel und ging für zwei Jahre als Vorprogramm von Götz Widmann auf Tour durch Deutschland und die Schweiz. Seitdem ist er auch solo unterwegs. Falk Plücker hat bisher sieben Alben veröffentlicht.

## Auszeichnungen
- 2015: Förderpreis der Liederbestenliste[2]
- 2015: Förderpreis für junge Songpoeten der Hanns-Seidel-Stiftung (Songs an einem Sommerabend)[3]
- 2015: 2. Platz Deutscher Rock & Pop Preis Kategorie Singer Songwriter (Deutscher Rock & Pop Musikerverband)[4]
- 2016: Kabarett Kaktus[5]
- 2018: Kunst- und Kulturpreis der Enno und Christa Springmann-Stiftung[6]
- 2019: Bielefelder Kabarettpreis[7]
- 2019: Lorscher Abt (Publikumspreis)
- 2021: Tuttlinger Krähe (Sonderpreis der Jury)
- 2023: Reinheimer Satirelöwe (Goldener Satirelöwe +  Publikumslöwe)
- 2024: Stuttgarter Besen in Gold und Gerhard-Woyda-Publikumspreis[8]
- 2025: Deutscher Kleinkunstpreis (Sparte Musik)[9]

## Diskografie
- 2011: Stück für Stück
- 2014: Mama
- 2015: Smogsehnsucht
- 2016: Skizzen
- 2018: live
- 2019: Ist das Glutenfrei?
- 2023: Unerhört